# Brenthis discolus
Brenthis discolus är en fjärilsart som beskrevs av Hans Fruhstorfer 1907. Brenthis discolus ingår i släktet Brenthis och familjen praktfjärilar. Inga underarter finns listade i Catalogue of Life.